# Route fédérale 34
Pour les articles homonymes, voir Route 34.
La route fédérale 34, est une route Mexicaine qu'il parcourt le nord-est de l'état de Durango, débute à Coneto à 5 km de Rodeo où elle croise la route fédérale 45 et termine à Pedriceña où elle croise la route fédérale 45, et a une longueur totale de 97 km.
Les routes fédérales du Mexique se désignent avec des nombres impairs pour des routes nord-sud et avec des nombres pairs pour les routes est-ouest. Les désignations numériques s'incrémentent en direction du sud du Mexique pour les routes nord-sud et s'incrémentent en direction de l'Est pour les routes est-ouest. Donc, la route fédérale 34, en raison de sa trajectoire de est-ouest, a la désignation de nombre pair, et est situé au Nord du Mexique et ainsi lui correspond la désignation N°34.

## Trajectoire

### Durango
- Coneto – Route Fédérale 40
- Nazas
- Santa Teresa
- Los Cuatillos – Route Fédérale 45